# Blaufarbener Scheibenbock
Callidium aeneum ist ein Käfer aus der Familie der Bockkäfer.
Die Art wird in den Roten Listen verschiedener Bundesländer geführt. In Thüringen und Sachsen-Anhalt wird sie als „gefährdet“ eingestuft, in Schleswig-Holstein, Nordrhein-Westfalen und Brandenburg als „stark gefährdet“. In Rheinland-Pfalz beziehungsweise Mecklenburg-Vorpommern wird die Art als „seltene Art ohne aktuelle Gefährdung“ beziehungsweise als „ungefährdet“ betrachtet.

## Bemerkungen zum Namen
Der Käfer besitzt mehrere deutsche Namen. Der Name Blaufarbener Scheibenbock ist missverständlich, denn der nah verwandte Blauviolette Scheibenbock, auch „Veilchenbock“ oder nur kurz „Blauer Scheibenbock“ genannt, ist viel eher blau als Callidium aeneum. In Abgrenzung zu dem Scheibenbock mit blauer Flügelfarbe wird Callidium aeneum sogar gelegentlich als Grüner Scheibenbock apostrophiert. Dem lateinischen Namen entspricht am ehesten der deutsche Name Erzfarbener Scheibenbock. Außerdem ist der deutsche Name Platter Fichten-Scheibenbock oder nur Fichten-Scheibenbock gebräuchlich. Letzteres ist allerdings insofern irreführend, als auch andere Scheibenböcke in Fichten brüten.
Die Art wurde 1775 von De Geer erstmals beschrieben und als Nr. 25 in die Gattung Cerambyx eingeordnet. Die Beschreibung beginnt mit den Worten d'un vert foncé, bronzé luisant (fr. von dunklem Grün, glänzend erzfarben). Entsprechend gibt de Geer der Art den französischen Namen Capricorne bronzé und den lateinischen Namen Cerambyx aeneus (Erzfarbener Bockkäfer). Die Gattung Callidium (von altgr. κάλλος kállos, Schönheit und ίδιος ídios, eigen) wurde im gleichen Jahr von Fabricius anhand des Baus der Mundwerkzeuge als neue Gattung aufgestellt. Im deutschen wird der Name gewöhnlich mit Scheibenbock wiedergegeben. Die Gattung umfasst in Europa drei Arten, weltweit über dreißig Arten, die teilweise in Untergattungen zusammengefasst sind.

## Beschreibung des Käfers

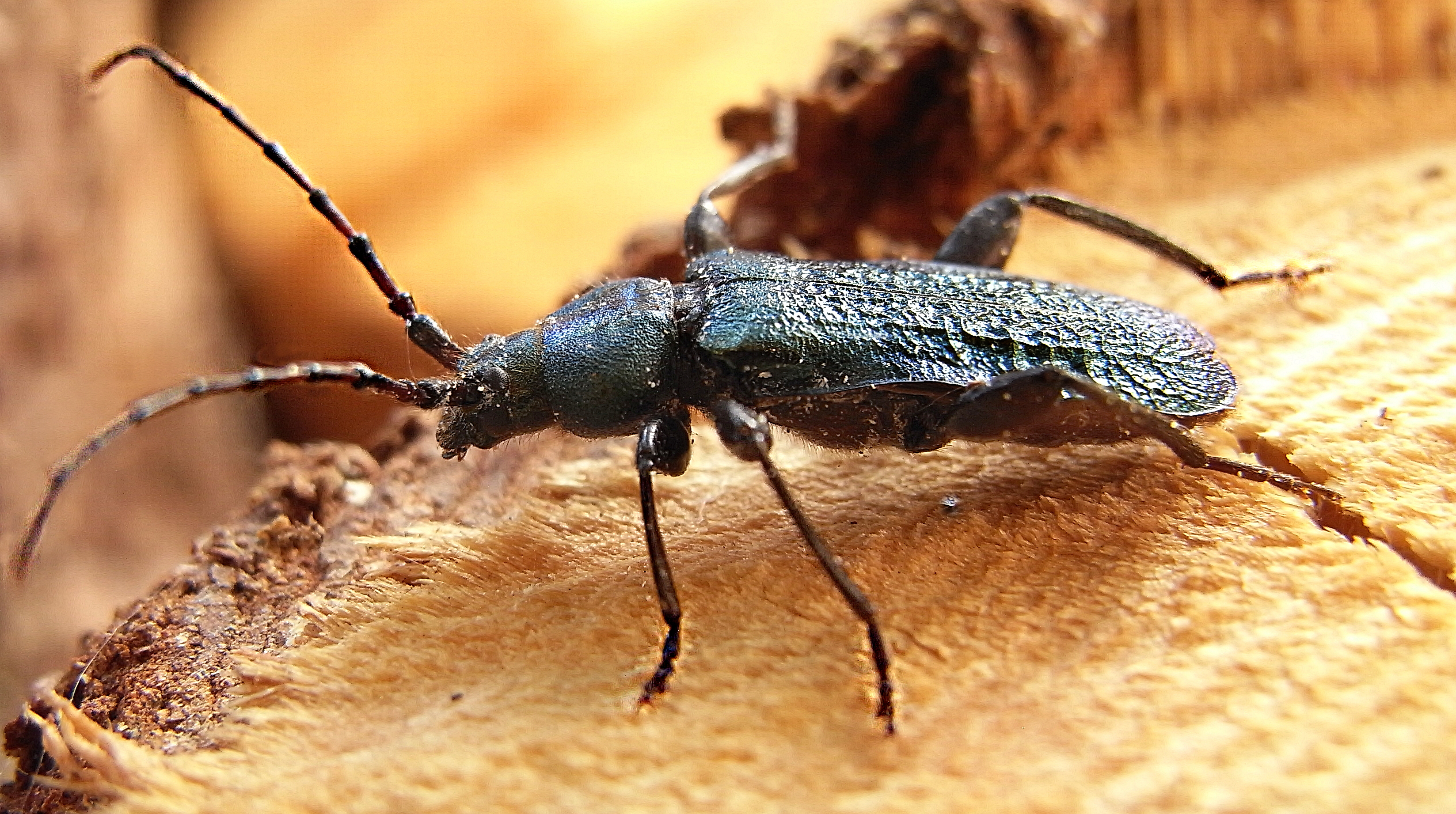
Seitenansicht

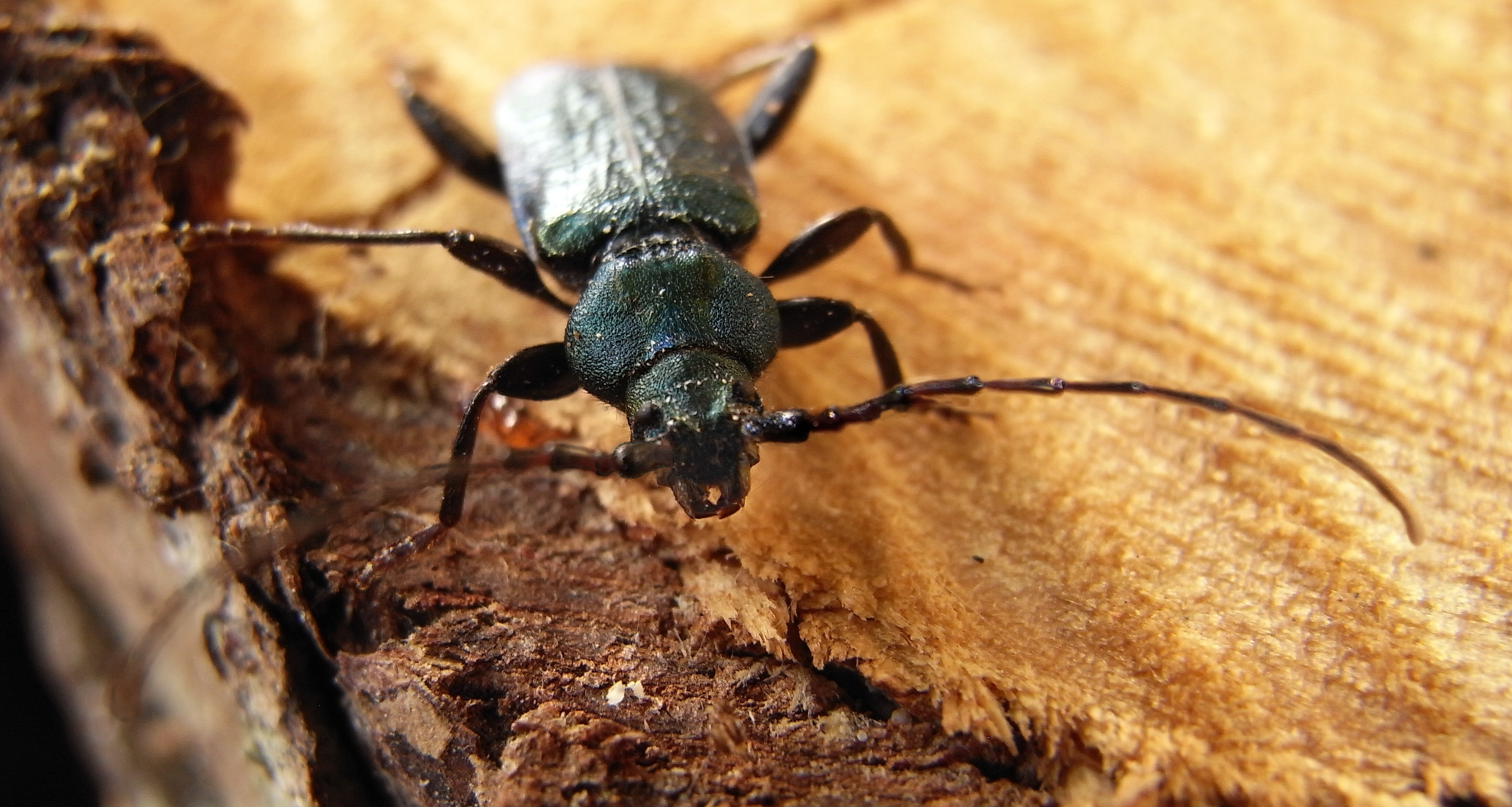
Frontalansicht

Der flache Käfer erreicht eine Länge zwischen neun und fünfzehn Millimetern. Er ist metallisch grün bis bronzefarben gefärbt. Da seine elfgliedrigen Fühler beim Männchen nicht ganz Körperlänge erreichen und beim Weibchen kürzer sind, ist er nicht sofort als Bockkäfer erkennbar. Das kurze zweite Fühlerglied in Verbindung mit den zapfenförmig aus der Vorderbrust hervorragenden Vorderhüften und den nierenförmigen Augen stellen den Käfer innerhalb der Bockkäfer in die Unterfamilie der Cerambycinae. Den flachen und rundlichen Halsschild hat er mit der Gruppe der Scheibenböcke gemeinsam. Bei der Gattung Callidium ist der Halsschild breiter als lang. Die Schenkel sind an der Basis kurz gestielt, dann stark keulig verdickt. Die grob netzförmig gerunzelten Flügeldecken grenzen ihn gegen die anderen Arten der Gattung ab.

## Biologie
Die Art ist ein Waldbewohner und bei der Eiablage und Larvenbildung auf berindetes Holz angewiesen. Sie ist besonders in Fichten- und Kiefernwäldern zu finden. Die Imagines sitzen meist auf totem Holz, an geschlagenen Stämmen, Klafterholz, Reisig und Brennholz, vorzugsweise an Fichten, seltener an Kiefern und Lärche. Vereinzelt sind sie auch an Laubholz und blühendem Weißdorn zu finden.
Die Entwicklung des Käfers ist in Frischholz einjährig, in verbautem Holz mehrjährig. Die Larve frisst zwar nur unter der Rinde, aber die Puppenwiege wird als hakenförmiger Gang nach innen ins Holz angelegt. Deswegen kann die Art an schwächerem Laub- und Nadelholz schädlich werden. Allerdings ist die Art nicht häufig. Der Blaufarbene Scheibenbock wird zu den Feuchtholzinsekten gerechnet. Die Holzfeuchte muss 30 % überschreiten, um die Entwicklung zu ermöglichen.

## Vorkommen
Die Art ist montan bis subalpin in waldigen Gebirgen verbreitet. Er kommt in fast ganz Europa und Asien vor. In der Ebene tritt er nur sehr selten in alten Nadelwäldern auf. In Mitteleuropa trifft man die adulten Tiere im Mai bis Juli an.

## Belege